# Heinrich Carl von Schimmelmann

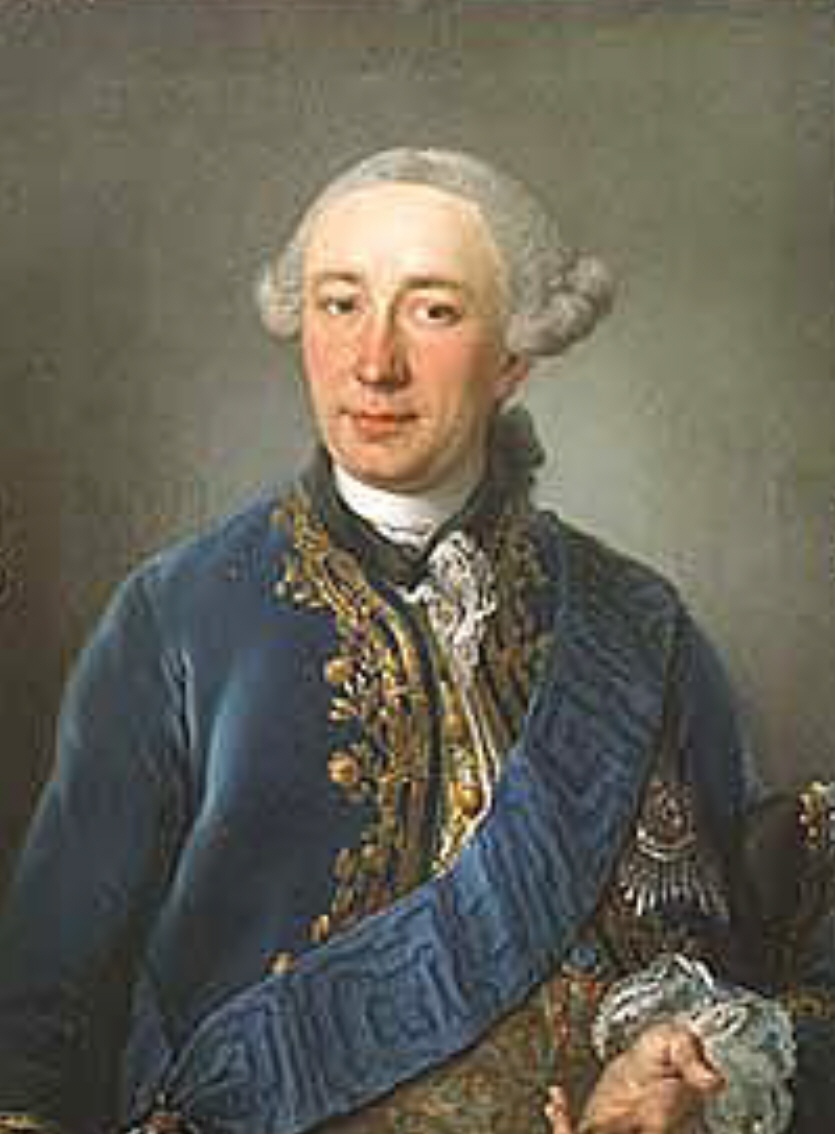
Heinrich Carl von Schimmelmann, ca. 1762

Heinrich Carl von Schimmelmann (* 13. Juli 1724 in Demmin; † 16. Februar 1782 in Kopenhagen) war ein deutsch-dänischer Kaufmann und Sklavenhändler und -halter, der zu seiner Zeit einer der reichsten Männer Europas wurde. Die Familie Schimmelmann wurde in den dänischen Grafenstand erhoben; sein ältester Sohn Ernst Heinrich von Schimmelmann wurde dänischer Finanzminister.

## Herkunft und Familie
Schimmelmann war der Sohn des Demminer Kaufmanns und (späteren) Ratsherrn Diedrich Jacob Schimmelmann (1683–1743) und der Esther Elisabeth Ludendorff (1684–1752) und Bruder des Pastors Jacob Schimmelmann.

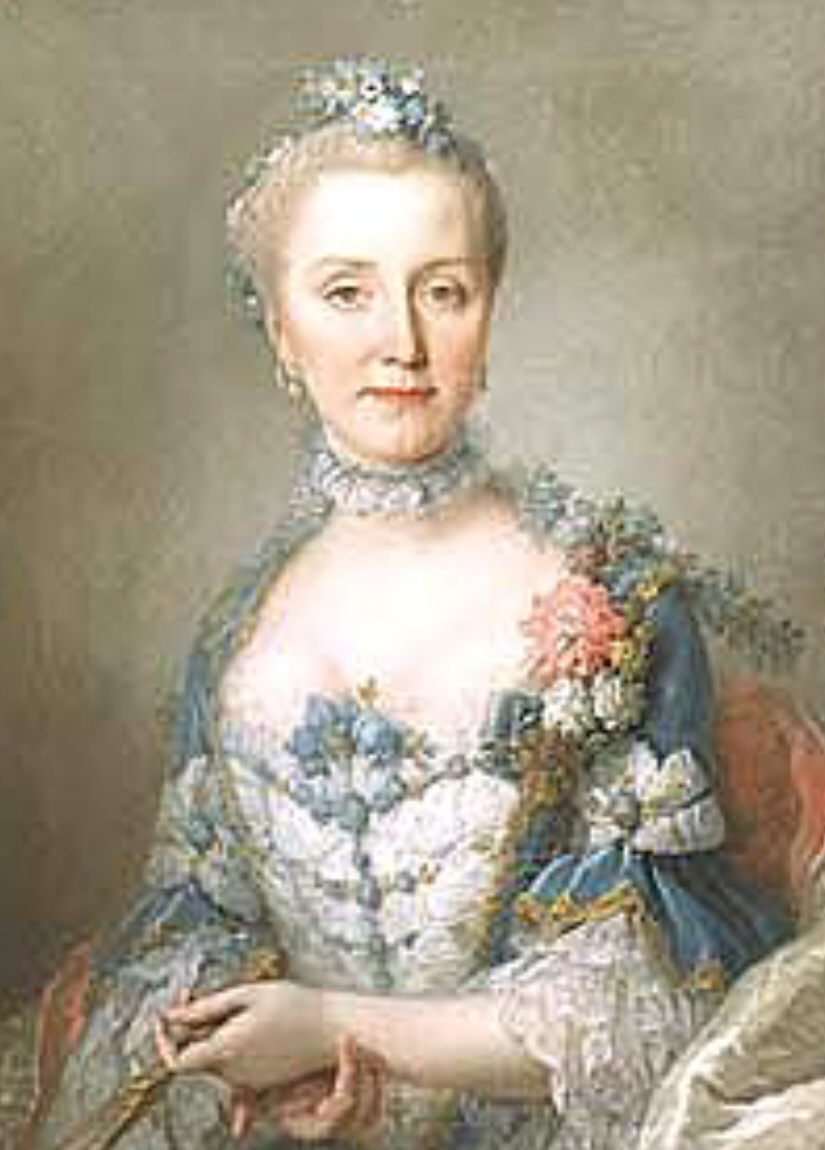
Caroline von Schimmelmann, ca. 1762

Im Jahre 1747 heiratete er Caroline Tugendreich von Friedeborn (1730–1795), mit der er sieben Kinder hatte, von denen ihn fünf überlebten:
- Ernst Heinrich Graf von Schimmelmann (1747–1831) wurde dänischer Finanz- und Außenminister.
- Friedrich Joseph von Schimmelmann (1754–1800) heiratete Gräfin Ernestine Friederike von Ahlefeldt
  - Caroline Friederike von Schimmelmann (1778–1858), verheiratet mit François Valentin Le Merchier de Criminil (1753–1823)
    - Joseph von Reventlow-Criminil
    - Heinrich von Reventlow-Criminil
- Caroline Adelheid Cornelia von Baudissin (1759–1826)
- Friederike Juliane von Reventlow (1762–1816)
- Christian Carl von Schimmelmann (1767–1842)

Nachfahren aus der holsteinisch-dänischen Adelsfamilie sind unter anderem der ehemalige Vorstandsvorsitzende der Postbank AG Wulf von Schimmelmann sowie der General und Friedensforscher Wolf Graf von Baudissin.

## Wirken

### Kaufmann, Sklavenhändler und -halter

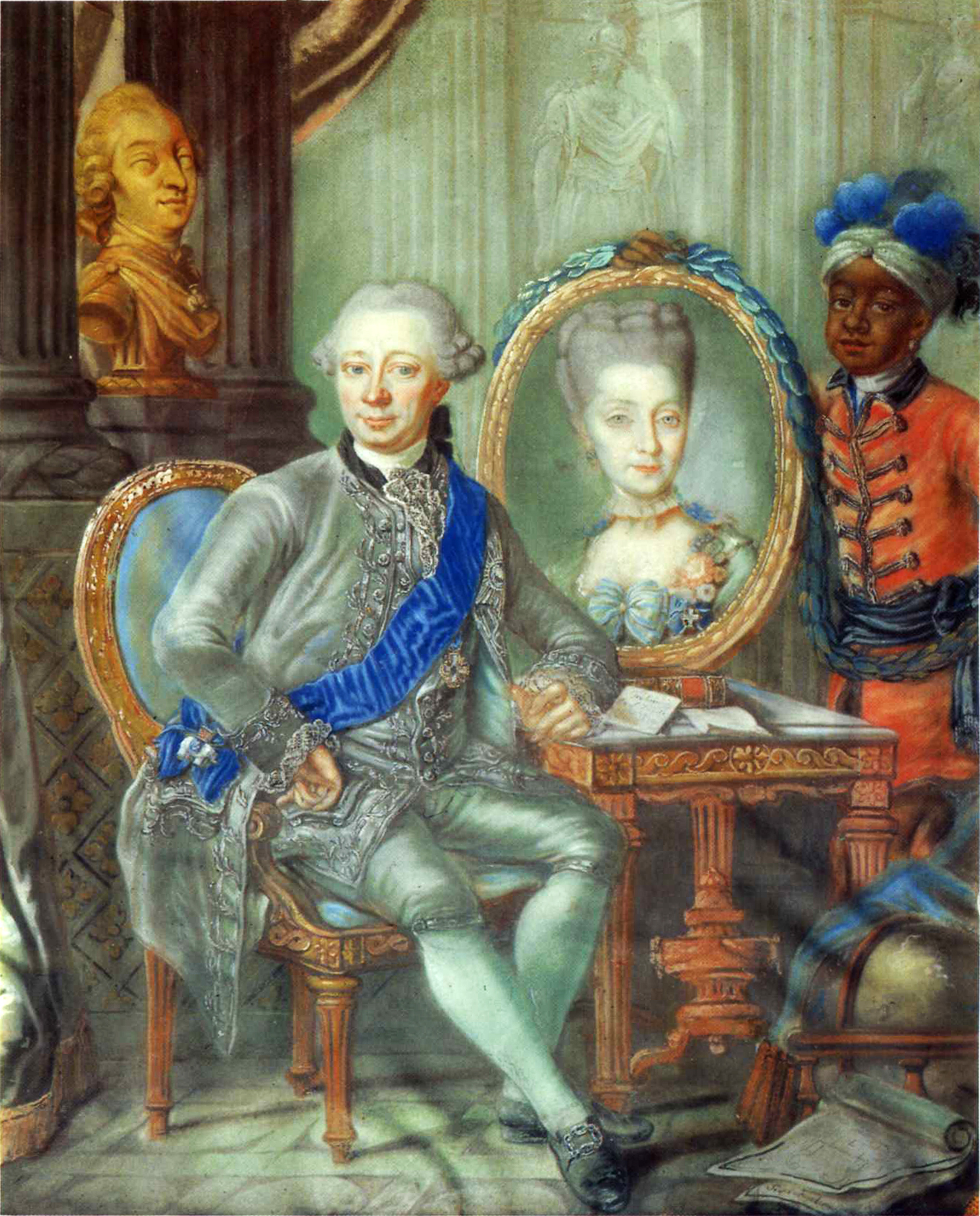
Heinrich Carl von Schimmelmann, mit dem Porträt seiner Frau und einem afrikanischen Mohren, ca. 1773

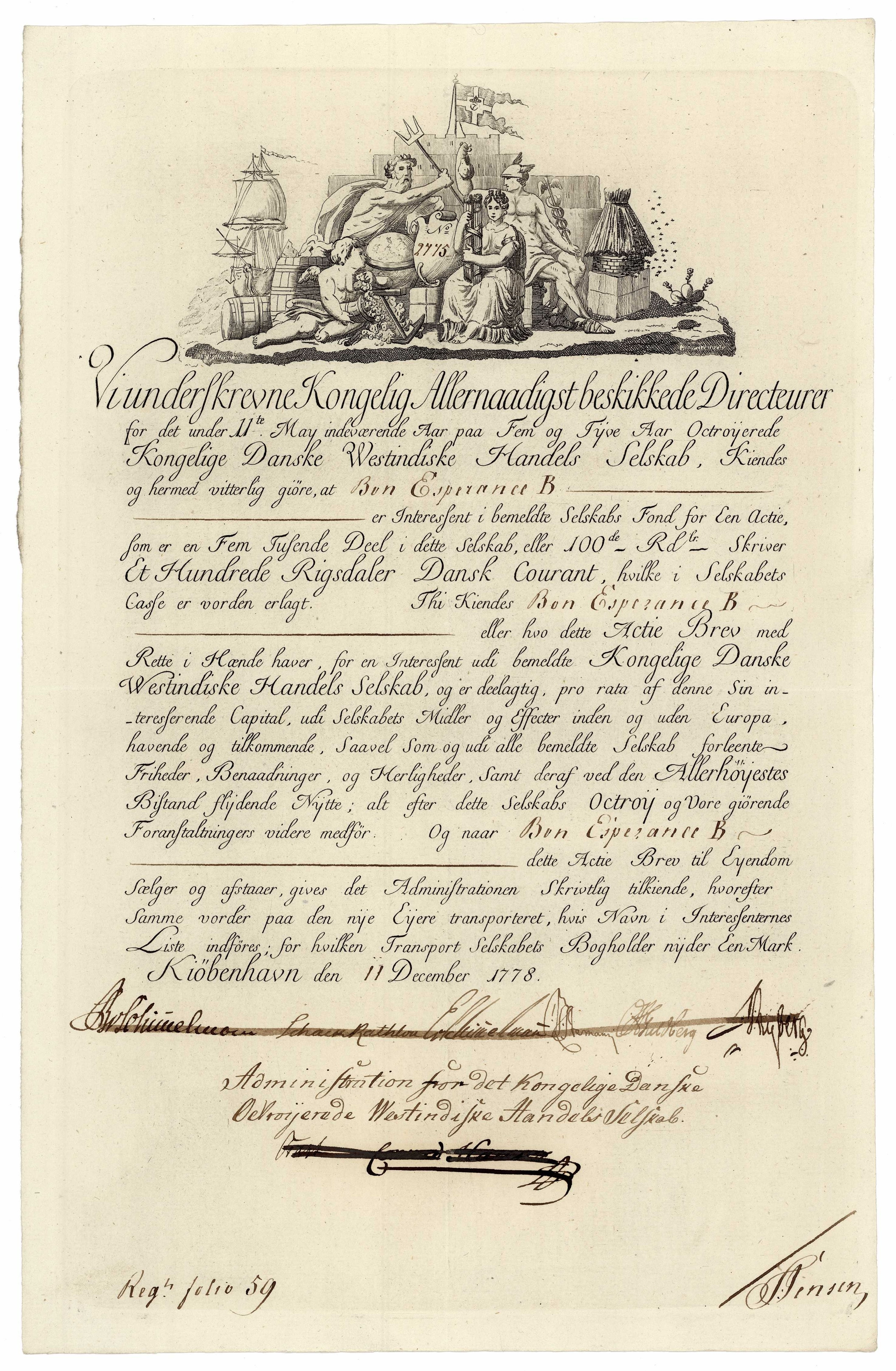
Aktie der Dänisch-Westindischen Handelsgesellschaft vom 11. Dezember 1778 mit Unterschrift des Verwaltungsrats Heinrich Carl von Schimmelmann

Er begann seine Karriere nach einigen Fehlschlägen als Kaufmann in Dresden und gemeinsam mit Joseph von Bolza Pächter der kursächsischen Generalaccise. Während des Siebenjährigen Krieges war Schimmelmann der Getreidelieferant des preußischen Heeres. Er kaufte von Friedrich II. für 120.000 Taler die von Preußen beschlagnahmten Lagerbestände der Königlich-Sächsischen Porzellan-Manufaktur Meissen. Nach der Schlacht von Kolin 1757 ließ er die Ware über Magdeburg nach Hamburg bringen. Mit einer spektakulären Versteigerung im Juli 1758 erzielte er einen bedeutenden Gewinn und eröffnete in Hamburg ein Handelshaus. Die Stadt Hamburg stand seiner Ansiedlung mit Skepsis gegenüber und verlieh ihm nur das Fremdenrecht. Aus diesen Gründen arbeitete er in Hamburg über Vertrauensleute, welche das Hamburger Bürgerrecht innehatten und für ihn die Geschäfte abschlossen. 1761 versuchte er, in Konkurrenz zu den staatlich protegierten preußischen Münz-Monopolisten Ephraim und Itzig an der Prägung minderwertigen Kriegsgeldes in der Münze zu Rethwisch zu verdienen. Dies führte zu einem Konflikt mit der dänischen Regierung, welche, wohl aus Bewunderung Schimmelmanns, aber schnell einlenkte und nachgab.
Nachdem er 1761 auf einer Reise nach Kopenhagen am dänischen Hof eingeführt wurde und direkt dänischer Generalkommerzintendant wurde, stoppte er seine Münzgeschäfte. Vom dänischen Staat, der in den 1760er Jahren in einer Wirtschafts- und Handelskrise steckte, erwarb er 1763 günstig vier große Baumwoll- und Zuckerrohrplantagen in Dänisch-Westindien (heute die Amerikanischen Jungferninseln in der Karibik), nachdem er dem König zu deren Verkauf geraten hatte. Dazu gehörten die Plantagen La Grande Princesse bei Christiansted und La Grange in Frederiksted auf Saint Croix sowie eine Zuckerraffinerie in Kopenhagen-Christianshavn. Damit kam er in den Besitz von etwa 400 bis 500 Sklaven, deren Zahl er in den folgenden zwanzig Jahren auf rund 1000 erhöhen ließ. Die Familie besaß damit mehr Sklaven als jeder andere dänische Plantagenbesitzer. Bald darauf beteiligte er sich am atlantischen Dreieckshandel, womit er einen Großteil seines Vermögens machte; Schimmelmann galt bald als reichster Mann Europas. Er besaß 14 Schiffe, was für damalige Verhältnisse eine bedeutende Konzentration in der Hand eines privaten Reeders war. Schimmelmann exportierte Kattun, Waffen und Alkohol aus seinen in Ahrensburg und Wandsbek (Herzogtum Holstein) gelegenen Manufakturen über Hamburg an die Westküste Afrikas. Im Gegenzug erwarb er afrikanische Sklaven, die in die europäischen Kolonien nach Nordamerika und in die Karibik verfrachtet wurden. So wurde er zum größten Sklavenhändler Dänemarks. Die in der Karibik angebauten Rohstoffe wurden wiederum nach Hamburg bzw. ins (damals) dänische Altona oder Flensburg (Rumherstellung) oder nach Kopenhagen verschifft und dort zu Waren für den Afrika-Export weiterverarbeitet. Zusätzlich besaß er eine Gewehrfabrik in Hellebæk, welche er nach einer Versteigerung durch Ausnutzung seiner Macht erwarb. Er war damit an allen Stellen im Dreieckshandel vertreten und nutzte das System für die Steigerung seines Profits. In seinem Testament hinterließ er seinen fünf überlebenden Kindern den Ertrag aus seinen karibischen Plantagen, jährlich (mindestens) 64.000 Reichstaler.

### Politiker und Berater
1761 trat er als Kommerzintendant und Gesandter bei den Hansestädten in dänische Dienste. Im selben Jahr erwarb er Schloss Lindenborg bei Aalborg in Nordjütland. Im Dezember 1762 kam es zur Gründung eines königlichen Beratergremiums für Steuer- und Finanzierungsfragen, dem Schimmelmann bis zu seinem Tode angehörte. Im Frühjahr 1774 übernahm er den Vorsitz einer Kanalkommission, die den Bau des Eiderkanals betreiben sollte.
Unter der Regierung von Johann Friedrich Struensee gehörte Schimmelmann zu dessen wichtigsten Unterstützern. In der Finanzkommission plante er gemeinsam mit Struensees Bruder Carl August Maßnahmen zur Konsolidierung der Staatsfinanzen. So wurde eine Zahlenlotterie in Kopenhagen, Altona und Wandsbek eingeführt, deren Einnahmen den von Struensee geplanten sozialen Verbesserungen dienen sollten. Besonders umstritten waren die Vermehrung der Ausgabe von Papiergeld durch die Kopenhagener Börse bei gleichzeitiger Entwertung der Scheidemünzen.

### Aufstieg der Familie in den dänischen Adelsstand
Schimmelmann erwarb 1759 von der Familie von Rantzau das Schloss Ahrensburg, das bis 1938 im Besitz der Familie blieb. Ebenso gehörte ihm das Gut Wandsbeck. 1762 ließ er von seinem Baumeister Carl Gottlob Horn (1734–1807), den er aus Dresden geholt und in seine Dienste übernommen hatte, das Wandsbeker Schloss bauen und einen großzügigen Park anlegen. 

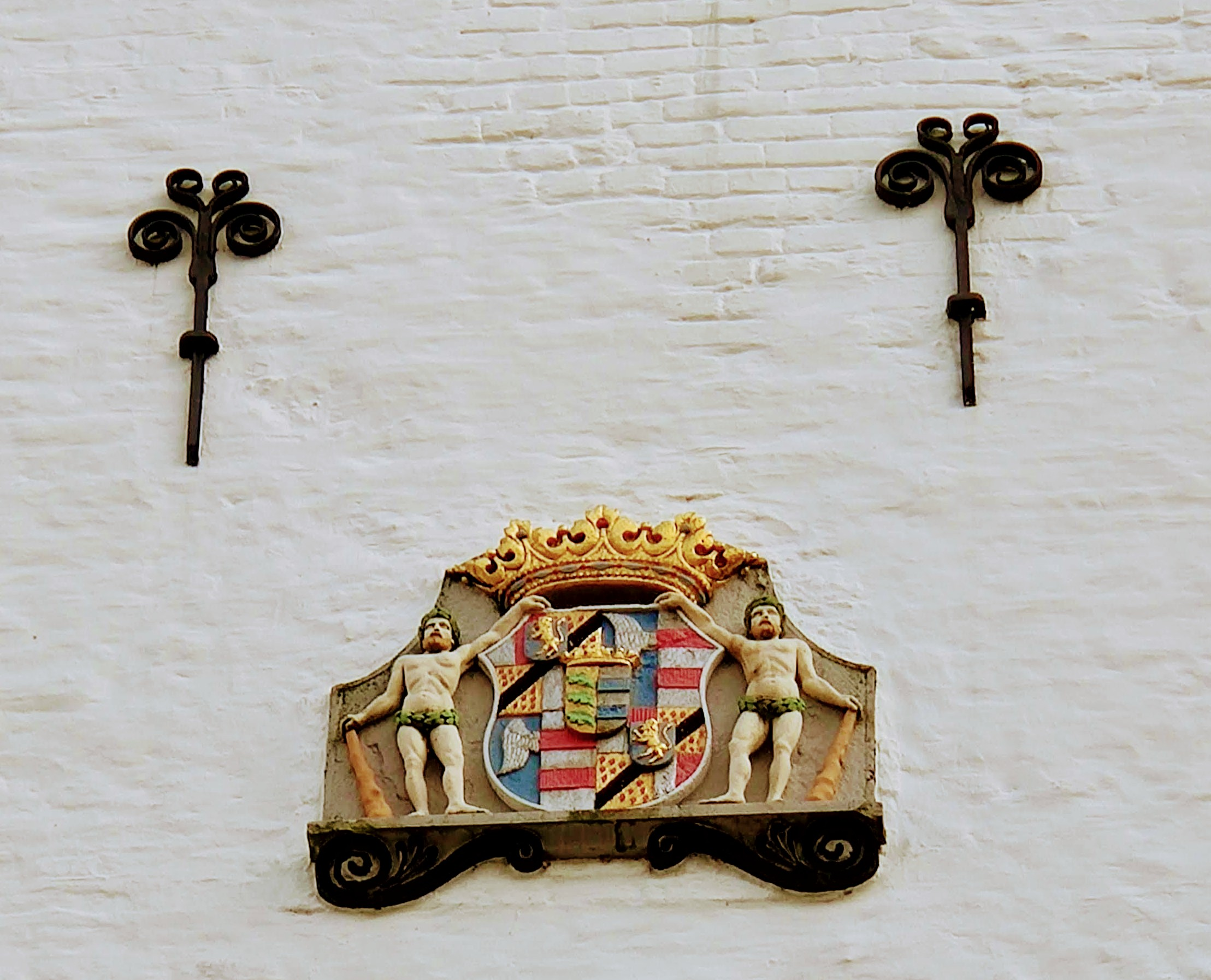
Schimmelmann Familienwappen am Ahrensburger Schloß

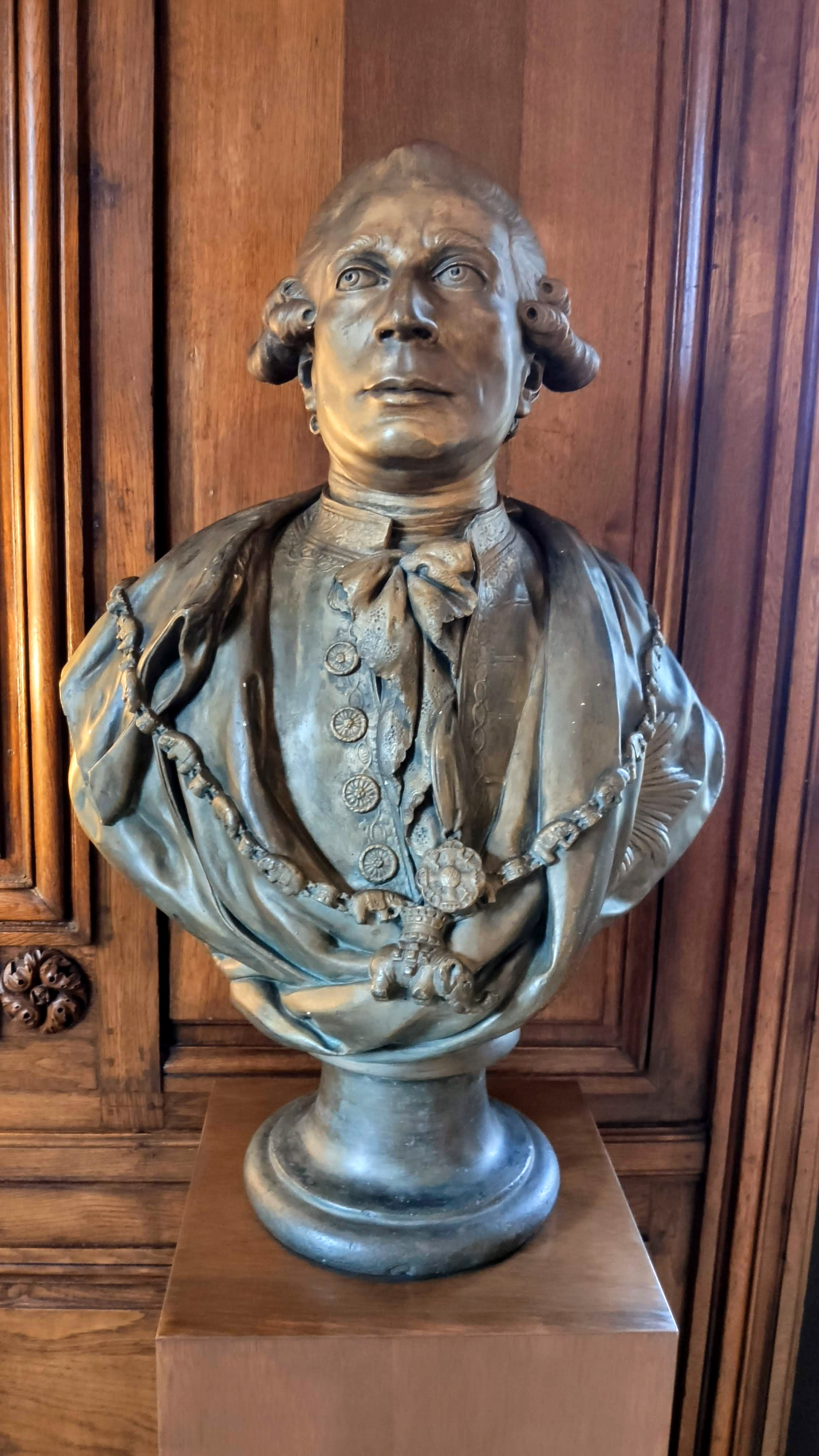
Portraitbüste H.C. Schimmelmann (Hartmann Beeken 1780)

Schimmelmann erhielt eine Reihe von Auszeichnungen: Am 17. April 1762 wurde ihm der Dannebrogorden, am 16. November 1773 der Elephanten-Orden von Christian VII. und im Jahr 1775 das Großkreuz des Dannebrog-Ordens verliehen. Schimmelmann wurde am 17. April 1762 zunächst in den dänischen Freiherren- und am 9. April 1779 in den dänischen Grafenstand erhoben. Damit war er auf dem Höhepunkt seines Ruhms und Erfolges. Sein vollständiger Name war Heinrich Carl Graf von Schimmelmann, Graf zu Lindenborg, Herr auf Ahrensburg und Wandsbek.
Die bedeutende Rolle, die Schimmelmann für die Finanzgeschäfte Dänemarks gewann, war die Grundlage für den Aufstieg seines Sohnes Ernst Heinrich von Schimmelmann zum dänischen Finanzminister. Das Vermögen der Familie ging jedoch zu einem Teil beim Staatsbankrott 1813 verloren.
Es gelang Heinrich von Schimmelmann, für seine Kinder Ehepartner aus Adelsfamilien zu gewinnen. So kaufte er der verarmten Familie Baudissin Gut Knoop ab, um es seiner Tochter Caroline als Mitgift bei ihrer Hochzeit mit Heinrich Friedrich Graf von Baudissin zu überlassen. Seine Tochter Julia heiratete den Diplomaten und Gutsbesitzer Friedrich Karl von Reventlow, sein Sohn Friedrich Joseph (* 1754 in Dresden; † 1800 in Ahrensburg) Ernestine, die Tochter des Pinneberger Drosten Hans von Ahlefeldt.
Zwischen 1773 und 1787 war sein Neffe Henrik Ludvig Ernst von Schimmelmann Governor-General von Dänisch-Westindien, den heutigen Amerikanischen Jungferninseln.

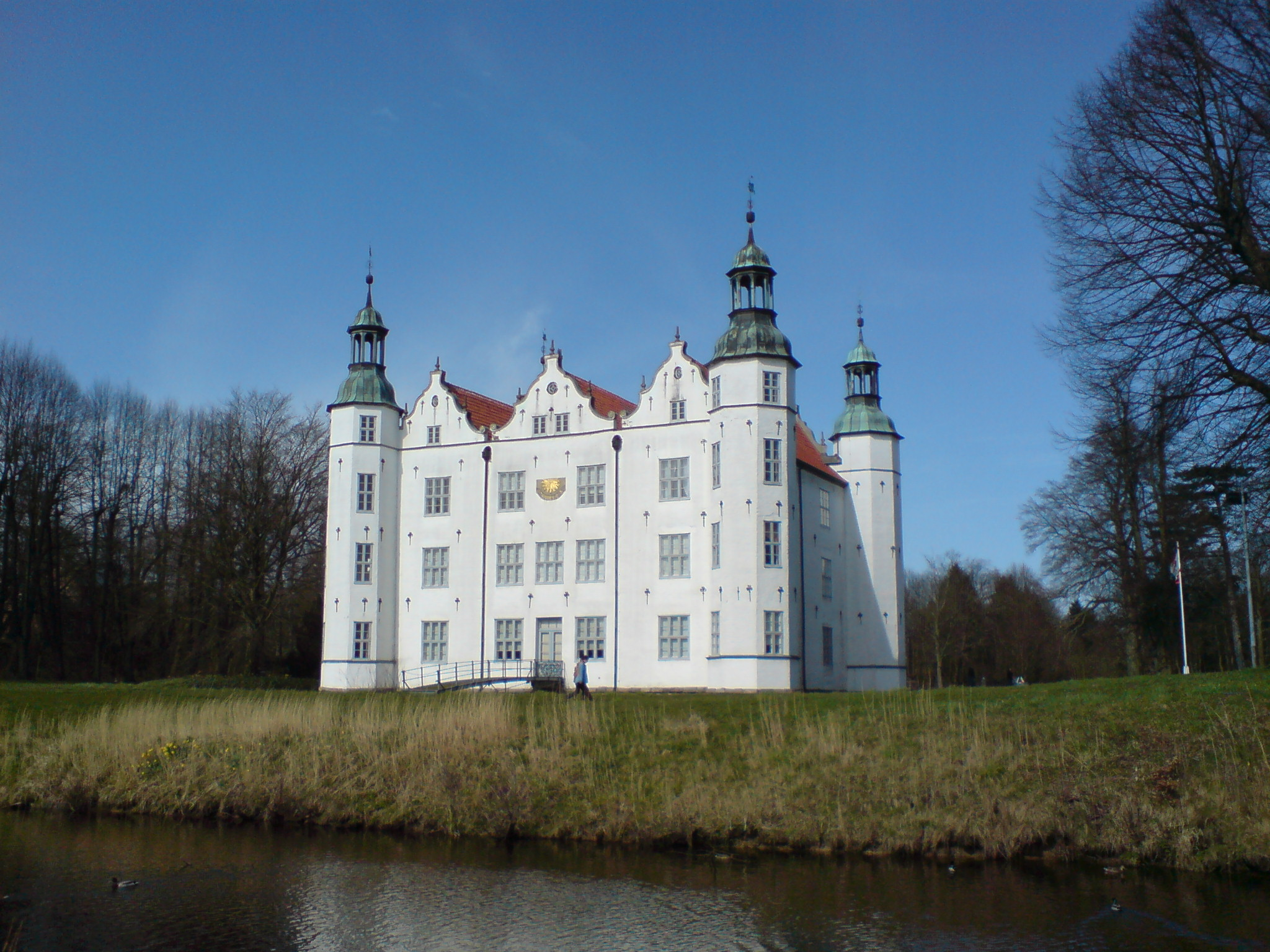
Schloss Ahrensburg bei Hamburg (1759–1938 im Besitz der Familie)
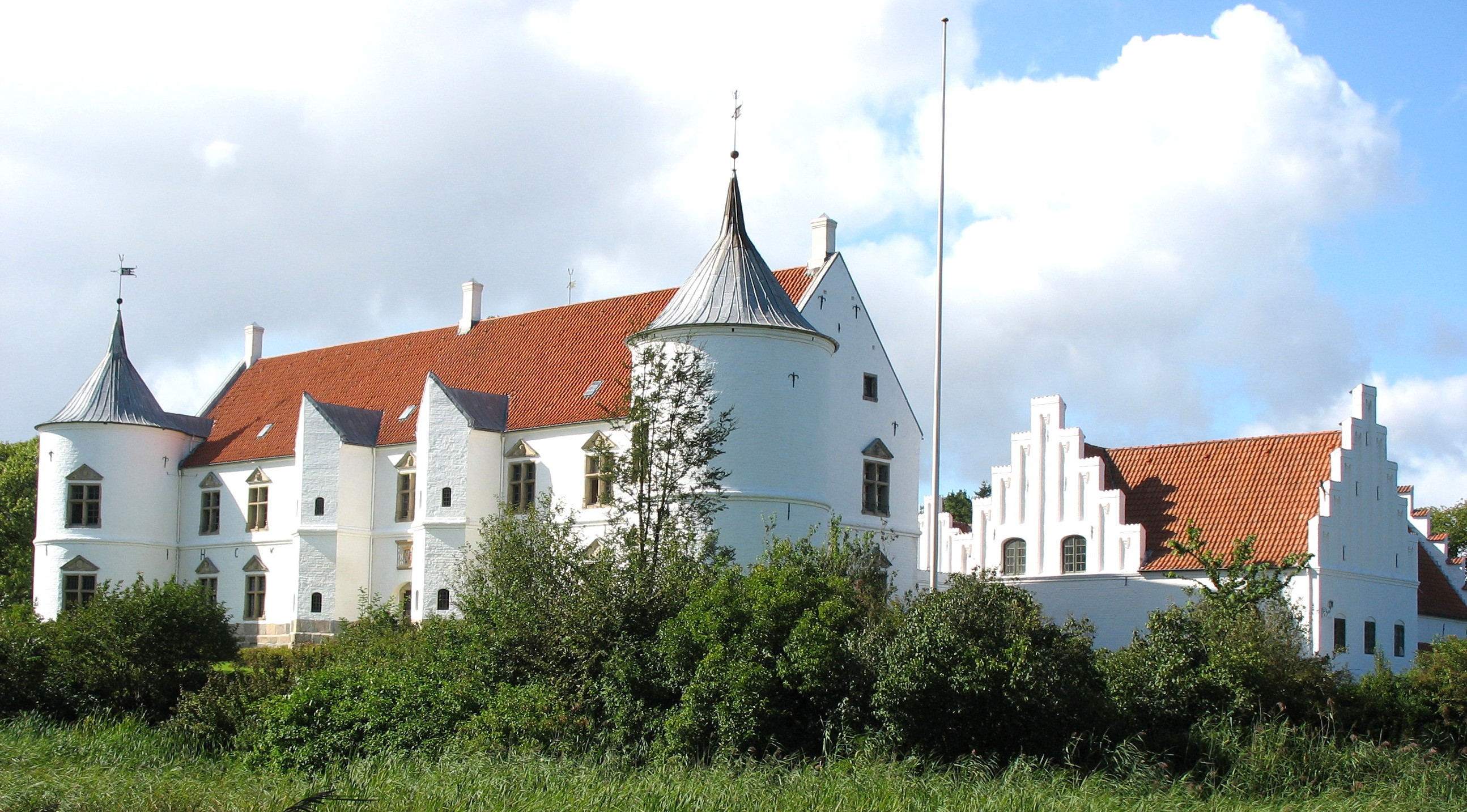
Schloss Lindenborg, Nordjütland (seit 1762 im Besitz)
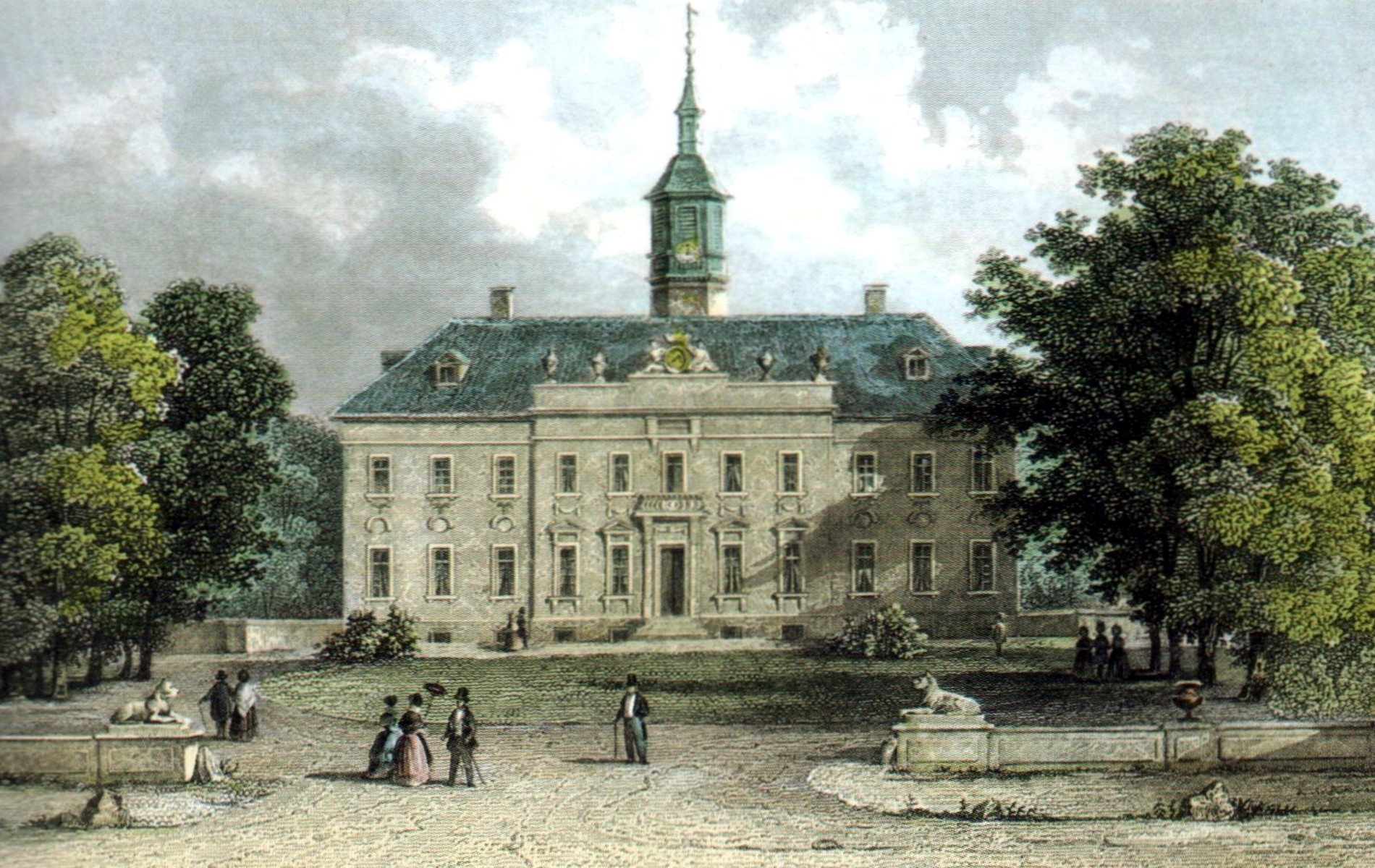
Das Wandsbeker Schloss (1762–1857 im Besitz)
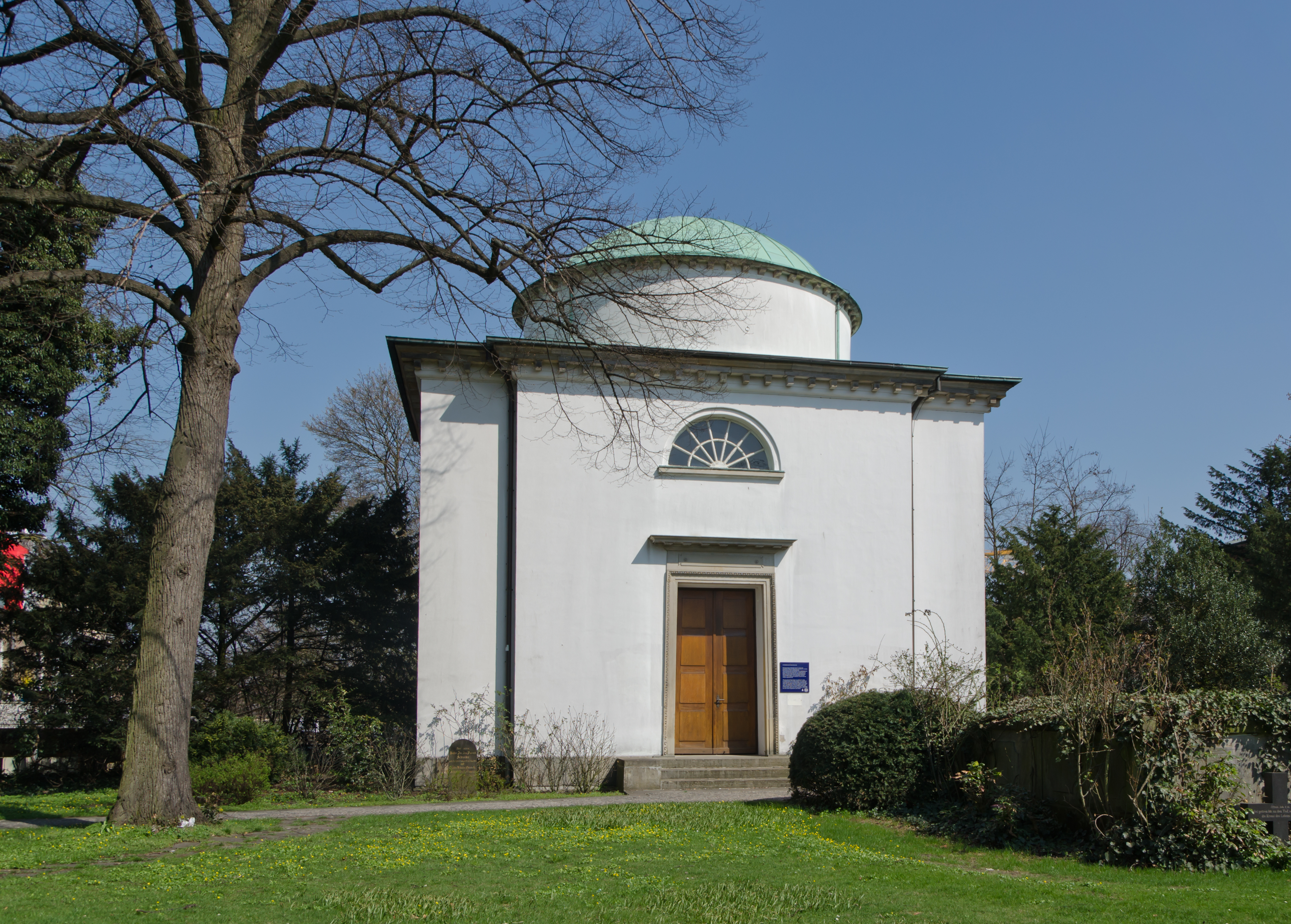
Schimmelmann-Mausoleum, Hamburg

## Ehemaliges Schimmelmann-Denkmal in Hamburg-Wandsbek

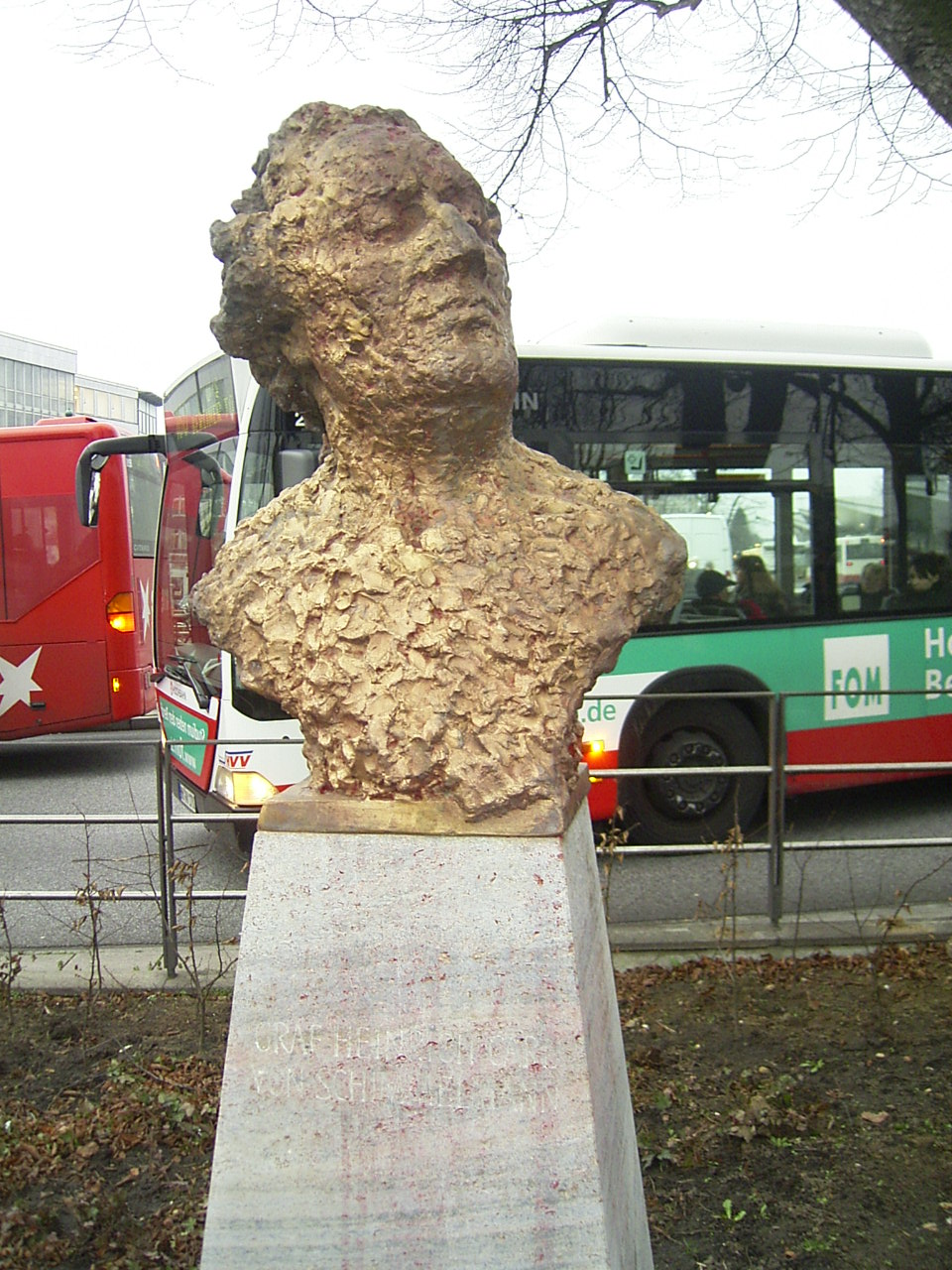
Die am 10. September 2006 am Wandsbeker Markt eingeweihte Schimmelmann-Büste wurde am 15. August 2008 wieder abgebaut.

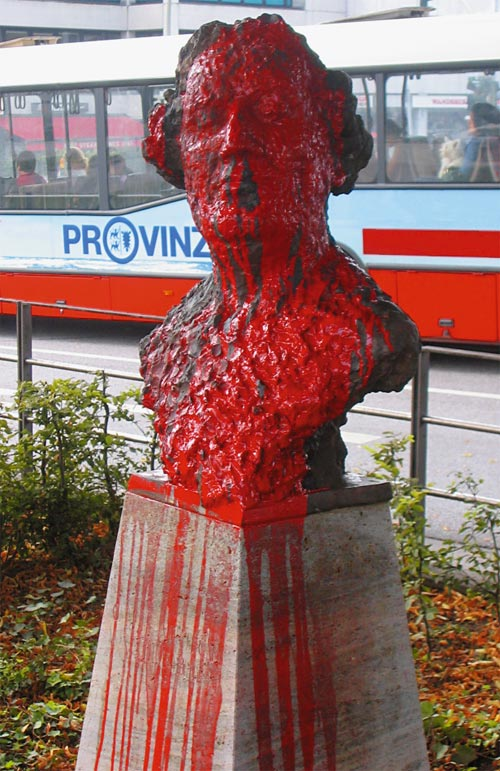
Die aus Protest gegen die Ehrung des Sklavenhändlers mit roter Farbe übergossene Schimmelmann-Büste.

In Hamburg-Wandsbek gegenüber dem Wandsbeker Rathaus in einer neuangelegten Gartenanlage befand sich neben Büsten von Tycho Brahe und Heinrich Rantzau in der Zeit vom 12. September 2006 bis Mitte 2008 eine Schimmelmann-Büste. Nach dem Protest von Menschenrechtsgruppen, der GAL- und SPD-Fraktion in der Bezirksversammlung, und zweifachen Beschmierens der Büste mit Farbe durch Unbekannte entschied die Bezirksversammlung Hamburg-Wandsbek am 8. Mai 2008 einstimmig, das Denkmal wieder entfernen zu lassen, was auch kurz darauf geschah.